# Miss Marple en haar dertien problemen
Miss Marple en haar dertien problemen, ook gekend onder de titel Miss Marple en haar 13 problemen, is een reeks kortverhalen van Agatha Christie. Het werk werd voor het eerst uitgegeven in het Verenigd Koninkrijk in juni 1932 door Collins Crime Club. In 1933 bracht Dodd, Mead and Company het boek uit op de Amerikaanse markt onder de titel The Tuesday Club Murders. Uitgeverij Luitingh-Sijthoff bracht in 1956 een eerste Nederlandstalige versie uit.
Het boek bestaat uit dertien kortverhalen met in de hoofdrollen detective Miss Marple, haar neef Raymond West en vriend Sir Henry Clithering. In de eerste zes verhalen organiseert Miss Marple wekelijks in haar huis De Dindagavondclub. Hier kan eender wie aan deelnemen. Bedoeling is dat de deelnemers een mysterieus verhaal vertellen en dat Miss Marple van uit haar stoel het raadsel oplost. In de zes volgende verhalen is Miss Marple te gast bij Sir Henry Clithering waar min of meer hetzelfde wordt gedaan als tijdens De Dinsdagavondclub. In het laatste verhaal vraagt Miss Marple aan Henry Clithering om haar te helpen in het onderzoek naar de dood van een jong meisje.

## Verhalen behorend tot De Dinsdagavondclub
Enkele mensen zijn op bezoek bij Miss Marple. Elk van hen vertelt een waargebeurd mysterieus verhaal dat alle aanwezigen trachten op te lossen. Miss Marple heeft het in alle gevallen bij het juiste eind.

### De Dinsdagavondclub
Sir Henry start als eerste. Handelreiziger Jones, zijn vrouw en mevrouw Clark krijgen na een diner een voedselvergiftiging waaraan mevrouw Jones sterft. Een hotelmeid leest hierover een artikel in de krant en herkent in meneer Jones een van hun goede klanten. Ze herinnert dat ze onlangs in zijn kamer restanten van vloeipapier vond met daarop enkele woorden zoals "het geld van zijn vrouw", "haar dood" en "honderden en duizenden". De meid start het gerucht dat mevrouw Jones weleens vermoord zou kunnen zijn. Het lijk wordt opgegraven en het slachtoffer blijkt inderdaad met arsenicum te zijn vergiftigd. Kokkin Gladys, die de maaltijd had bereid, beweert dat de drie personen grotendeels hetzelfde aten: kreeft uit blik, brood, kaas en trifle. Voor mevrouw Clark was er een extra nagerecht met maiszetmeel..
Miss Marple komt tot de conclusie dat de zinnen op het vloeipapier niet gericht zijn op mevrouw Jones, maar wel op Gladys. Volgens haar verwijst "honderden en duizenden" naar de kruimels die men op de trifle doet. Meneer Jones heeft deze kruimels vooraf gemengd met arsenicum. Mevrouw Clark heeft niet van de triffle gegeten. Meneer Jones heeft de vergiftigde laag van zijn dessert verwijderd. Sir Henry zegt dat Miss Marple het bij het rechte eind heeft. Gladys werd zwanger van meneer Jones. Meneer Jones beloofde met haar te trouwen zodra zijn vrouw dood was. Daarom overhaalde hij haar om zijn vrouw te vergiftigen. Na haar dood trouwde meneer Jones echter met iemand anders. De baby stierf kort na de geboorte waarop Gladys bekende wat er was gebeurd.

### Staven goud
Raymond West vertelt het volgende verhaal. Twee jaar eerder was hij tijdens het Pinksterweekend in Cornwall om zijn zakenpartner John Newman te ontmoeten. Newman heeft net de toestemming gekregen om bergings- en onderzoekswerken te doen aan het gezonken schip Spanish Armada. Tijdens een treinrit bespreken Newman en inspecteur Badgworth het mysterie van het schip RMS Otranto dat zes maanden eerder zonk. Het schip had gouden staven aan boord dewelke ofwel in zee zijn verdwenen nadat de romp scheurde ofwel voor de ramp reeds werden gestolen.
De volgende dag bezoeken Newman en West een lokaal café waar landheer Kelvin niet te spreken is over de manier waarop de politie de zaak met de Otranto onderzoekt. 's Maandags spreekt West met de tuinman van Newman, die in de hof de rozen aan het verzorgen is, en komt men tot de conclusie dat West al enkele uren vermist is. Men vindt hem gebonden en met mondprop in een greppel terug. Hij beweert dat hij op het strand mannen zag die hun cargo in een grot verborgen. Zij hebben hem opgemerkt en vastgebonden. Badgworth vindt aan de betreffende grot autosporen terug waarvan de banden overeenkomen met die van de truck van Kelvin. Echter, de nachtverpleegster van Kelvin's buren beweert dat de truck al geruime tijd niet meer uit de garage is geweest. Kelvin werd daarom vrijgesproken.
Volgens Miss Marple is Newman in werkelijkheid een dief en zit deze zelfs momenteel opgesloten in de gevangenis van Princetown na goud te hebben gestolen uit een Londense kluis. Hij heeft de banden van de wagen van Kelvin gestolen en aan een andere wagen gemonteerd. Zijn kompaan is wellicht de tuinman: Pinkstermaandag is een verlofdag en dan werkt de tuinman normaal gezien niet.

### De bloedvlek op de stenen
Het derde verhaal wordt gebracht door Joyce Lemprière, een amateurschilderes. Op een ochtend was ze in Rathole ter hoogte van een café het pittoreske huis aan de overkant aan het schilderen op linnen doek. Vlak bij haar parkeert een auto met een man, genaamd Denis, en zijn vrouw Margery. Even later stopt een tweede wagen die wordt bestuurd door een vrouw. Denis herkent in deze vrouw zijn oude vriendin Carol die hij sinds zijn jeugdjaren niet meer heeft gezien. Denis stelt voor om een bootje te huren en te roeien naar een grot. Carol heeft waterangst en besluit te voet naar de betreffende grot te gaan. In de namiddag, na een korte rustpauze, keert Joyce terug naar het café om haar schilderij af te werken. Ze merkt aan de gevel het scharlaken badpak op. Ze wordt even afgeleid door een caféklant en merkt dan plots dat ze op haar schilderij, zonder het te beseffen, net enkele rode stipjes heeft getrokken. Tot haar verbazing merkt ze dat er op de gevel van het gebouw ook bloedvlekjes zijn die er 's ochtends niet waren. Denis komt vervolgens uit het café en vraagt aan Joyce en de andere klant of zij Carol hebben gezien. De drie hadden elkaar ontmoet in de grot en spraken daar af om terug samen te komen in het café. Daar is Carol niet gearriveerd en haar wagen staat nog steeds op dezelfde plaats. Niet veel later vertrekken Denis en Margery en merkt Joyce dat de bloedvlekjes op de muur zijn verdwenen. Enkele dagen later leest Joyce in de krant dat het lijk van Margery in zee is gevonden. Ze heeft een hoofdwonde die wellicht is opgelopen door bij een duiksprong te belanden op de rotsen onder de waterspiegel.
Miss Marple merkt op dat het bloed wellicht afkomstig is van het te drogen gehangen scharlaken badpak. Joyce beaamt dit en gaat verder met haar verhaal. Een jaar later kreeg ze een déja-vu aan de oostkust van Engeland. Daar zag ze Denis met een andere vrouw. Niet veel later arriveerde Carol. Denis herkende haar weer als een oude vriendin die hij sinds zijn jeugdjaren niet meer had gezien. Joyce vond dit verdacht en informeerde de politie. De man in kwestie, Denis, is gekend onder vele namen. Hij is in werkelijkheid een koppel met Carol. Denis trouwt met rijke vrouwen om hen niet veel later te vermoorden en zo hun erfenis op te strijken. De dame die Joyce bij vertrek in Rathole zag, was niet Margery, maar een vermomde Carol. Toen Denis haar vroeg waar Carol was, heeft Carol het badpak weggenomen. Daarbij heeft ze de bloedvlekjes op de gevel wellicht opgemerkt en weggeveegd.

### De tempel van Astarte
Een week later is dokter Pender de eerste aan de beurt om op De Dinsdagavondclub zijn verhaal te doen. Hij werd ooit uitgenodigd op het verkleedbal georganiseerd door sir Richard Haydon en dat ook in diens huis plaatsvond. Al snel waren heel wat mannen onder de indruk van de schoonheid van Diana Ashley, een van de andere genodigden. Tijdens een wandeling in de tuin, welke vol staat met relikwieën uit de steentijd, komt men aan een cirkel met struikgewas. In het midden van de cirkel staat een stenen huisje. Dokter Pender grapt dat hij deze plaats "het authentieke bosje van Astarte" noemt. Diana antwoordt daarop dat dit een geschikte plaats is voor een orgie ter verering van de maangodin. De anderen zijn geschokt.
Later op de avond is Diana verdwenen. Men vindt haar terug op het zomerhuis en stelt zich voor als een priesteres van Astarte. Ze waarschuwt dat niemand dichterbij mag komen. Sir Richard doet dit toch en valt neer. Zij neef Elliot en dokter Symons komen tot de conclusie dat zijn hart is doorboord. Niemand heeft echter ook maar iets van een wapen gezien. Het lijk wordt binnengebracht en de politie wordt opgeroepen. Symons beslist om terug een kijkje te nemen in de tuin. Men vindt hem even later op quasi dezelfde plaats dood terug met een mes in zijn schouder en een bebloed mes in zijn hand. De politie verdenkt Diana van de eerste moord, maar heeft geen verklaring hoe ze de moord zou hebben kunnen gepleegd. Voor de tweede moord heeft ze een alibi.
Volgens Miss Marple struikelde Sir Richard en heeft Elliot toen een mes in zijn hart gestoken. Dat mes verstopte hij in zijn verkleedkleren. Even later deed hij hetzelfde bij Symons. Pender confirmeert dit: vijf jaar later kreeg hij een brief van zijn neef met diens bekentenis.

### Motief en gelegenheid
Meneer Petherick, een advocaat, start een verhaal over zijn eigen client "Simon Clode". De rijke weduwnaar Simon zijn zoon stierf tijdens de oorlog. Die zoon had een dochter die ook tijdens haar kinderjaren stierf. Daardoor bleef Simon alleen en verbitterd achter. Simon had verder nog een broer, toen reeds overleden, met drie kinderen: Grace, Mary en George. Simon deed regelmatig beroep op de Amerikaanse spiritualiste Eurydice Spragg. Zij hield seances waarin ze de geest van het kleinkind opriep.
Petheric kwam dit laatste te weten en bracht zijn client een bezoek. Hij stelde voor dat Philip, een professor in spiritualiteit, zulke seance bijwoonde. Philip kwam al snel tot de conclusie dat Eurydice een oplichter is. Dat was niet naar de zin van Simon die Philip het huis uitzette. Vervolgens liet hij Petheric komen om zijn testament aan te passen: Grace, Mary en George erven 5000 Britse ponden. De rest gaat naar Eurydice Spragg. Het testament werd ondertekend door Petherick, Simon en twee getuigen. Petheric nam het testament mee om het in een kluis op te bergen.
Twee maanden later stierf Simon. Toen Petheric het testament opende, was het blad volledig leeg.
Miss Marple heeft al snel door wat er was gebeurd: de pen bevatte tijdelijke inkt. Petherick geeft haar gelijk: Philip biechtte later op dat hij de getuigen kende en hen had aangedrongen het testament te laten opschrijven en ondertekenen met de pen die hij mee gaf. Daardoor erfde Eurydice niets meer en ging de erfenis naar de natuurlijke rechthebbenden.

### De vingerafdruk van de heilige Petrus
Het laatste verhaal dat op "De Dinsdagavondclub" wordt verteld, komt van Miss Marple zelf.
Haar nicht Mabel trouwde op 22-jarige leeftijd met Geoffrey Denman ondanks hij een agressieve man is en er meerdere psychisch gestoorde mensen in zijn familie zijn. Tien jaar later stierf de man. Drie maanden later vroeg Mabel aan haar tante om dringend te komen om de juiste doodsoorzaak te achterhalen. Er wordt geïnsinueerd dat zij Geoffey giftige paddenstoelen liet eten. Volgens de meid en de verpleegster, die de demente vader van Geoffrey verzorgt, is hij gestikt en murmelde hij iets van "vis te hebben gegeten". Er wordt een autopsie uitgevoerd, maar deze is niet sluitend. Wanneer Miss Marple niet veel later in de stad wandelt, ziet ze in een winkel een schelvis met zijn typische zwarte stippen die men in Engeland omschrijft als "vingerafdrukken van de heilige Petrus". Daardoor weet Miss Marple hoe Geoffrey is gestorven.
Miss Marple verklaart dat Geoffrey wellicht geen vis aan het eten was, maar enkel refereerde aan een vissoort. Zo komt Miss Marple terecht bij pilocarpine wat een antigif is voor atropinevergiftiging. Atropine zit in de oogdruppels van Geoffrey's vader. Vandaar dat ze hem verdenkt van de moord. Hij geeft dit in een bulderlach toe: Geoffrey was van plan hem te laten opnemen in een psychiatrische instelling. Daarom deed hij zijn oogdruppels in het drinken van Geoffrey.

## Verhalen behorend tot Sir Henry Clithering

### De blauwe geranium
Sir Henry Clithering wordt uitgenodigd bij kolonel Arthur Bantry en zijn vrouw Dolly. Henry mag iemand meebrengen en hij stelt Miss Marple voor. Wanneer Dolly meer over haar te weten komt, vraagt ze zich af of Miss Marple het "mysterie van de geest" kan oplossen. Andere genodigden zijn actrice Jane Heliere en dokter Lloyd.
Arthur Bantry vertelt het verhaal van George Pritchard. Zijn overleden vrouw was invalide en had daardoor een verpleegster nodig. Omwille van het moeilijke karakter van de vrouw, bleven de verpleegsters nooit lang. Alleen mevrouw Copling was op een of andere manier in staat de klachten en opmerkingen van mevrouw Pritchard te begrijpen.
Mevrouw Pritchard geloofde in waarzegsters en liet op een dag, toen haar man en Copling niet aanwezig waren, Zarida komen. Volgens Zarida is het huis boosaardig. Enkele dagen later krijgt mevrouw Pritchard een brief van Zarida met de melding dat blauwe bloemen moeten worden vermeden. Twee dagen later krijgt ze nog een brief van de waarzegster: "Let op voor de volle maan. De blauwe stengelloze sleutelbloem is een waarschuwing, de blauwe stokroos gevaar en de blauwe geranium dood". Vier dagen later kleurt op het behangpapier in de slaapkamer een sleutelbloem naar het blauw terwijl het volle maan is. Een maand later kleurt bij volle maan een stokroos blauw hoewel mevrouw Pritchard de kamer had afgesloten.
Bij de volgende volle maand treffen George en de verpleegster mevrouw Pritchard dood aan in bed. Op het behangpapier is een geranium blauw gekleurd. Verder hangt er in de kamer een geur van geurzout en gas. Zarida lijkt verdwenen te zijn en niemand blijkt haar te kennen of heeft een idee hoe mevrouw Pritchard met haar in contact is geraakt.
Miss Marple denkt een verklaring te hebben. Ze kent een tuinman die kaliumcyanide, wat naar geurzout ruikt, gebruikte om wespen te verdelgen. Wellicht werd het vergif in de waterfles van mevrouw Pritchard gedaan. Het behangpapier is gemaakt van rode lakmoes, maar dat kleurt blauw wanneer men er ammoniak op strijkt. Verpleegster Copling is wellicht Zarida in een vermomming en was wellicht verliefd op meneer Pritchard. Henry Clithering confirmeert dit verhaal: Copling was recentelijk gearresteerd voor een gelijkaardige moord.

### De gezelschapsdame
Dr Lloyd woonde vroeger omwille van gezondheidsredenen op Las Palmas de Gran Canaria. Daar ontmoette hij Mary Barton en Amy Durrant, twee oudere toeristen uit Engeland. De volgende dag ging hij met een groep toeristen naar de andere kant van het eiland voor een picknick. De dag eindigde in een tragedie: Amy kwam tijdens het zwemmen in moeilijkheden. Mary trachtte haar tevergeefs te redden. Tijdens het verhoor zegt Mary dat ze Amy een goede vijf maanden kende. Iemand van de getuigen beweerde dat Mary moedwillig het hoofd van Amy onder water hield, maar dat werd weerlegd door een andere getuige. Enige tijd later verneemt Dr Lloyd via de krant dat Mary zich volgens een afscheidsbrief, waar ze verwijst naar "een misdaad" ging verdrinken ergens in Cornwall. Haar lijk werd nooit gevonden.
Miss Marple is van mening dat Mary in werkelijkheid Amy was en de andere vrouw vermoordde. Ze nam de identiteit over en kon dan het pensioen trekken van de overleden man van Mary. Dr Lloyd bevestigt dit: toevallig ontmoette hij de vrouw opnieuw in Melbourne waar ze zich voordeed als Amy Durrant.

### De vier verdachten
Henry Clithering vertelt een verhaal waarvan hij zelf de waarheid nog niet van heeft kunnen achterhalen. Na de wereldoorlog was er in Duitsland de geheime criminele organisatie Schwartze Hand dat gelijkenissen vertoonde met de Italiaanse Camorra. De organisatie kwam ten val nadat geheim agent Dr Rosen er infiltreerde. Dr Rosen verhuisde naar het Engelse Somerset en had sindsdien het gevoel dat iemand hem wou vermoorden. In zijn huis woonden verder nog zijn nicht Greta, dienster Gertrud, tuinman Dobbs en secretaris Charles Templeton.
Op zekere dag wordt Dr Rosen dood gevonden onderaan de trap: of hij viel of hij werd geduwd. De vier inwonenden waren niet thuis, maar geen van hen heeft een alibi. De dorpsbewoners hebben evenmin vreemde personen gezien. De enige anderen die die dag aan het huis waren geweest, waren de slager, de kruideniersjongen en de postbode. Deze laatste bracht onder andere een brief uit Duitsland van een zekere Georgine. Omdat Dr Rosen geen Georgine kende en evenmin de drie andere personen waar men over sprak, was hij van mening dat de brief niet voor hem bedoeld was. Hij liet deze lezen door de andere huisgenoten, maar bij hen ging evenmin een belletje rinkelen. Uiteindelijk verscheurde Charles de brief. De politie vond de restanten van de Engelstalige brief. Henry heeft de brief in bezit en laat deze lezen aan Miss Marple. Zij vraagt zich af waarom het woord "Honesty" met een hoofdletter is geschreven.
Drie maanden na de dood van haar oom keerde Greta terug naar Duitsland. Ze vroeg Henry nog of hij kon bevestigen dat Charles buiten verdenking was. Miss Marple merkt dan op dat de drie ongekende namen en het woord "Honesty" verwijzen naar Dahlia-soorten. Daarnaast is Georgine een Duitse benaming van de dahlia en staat deze bloem volgens folklore gekend als een plant die instaat voor verraad. De brief is eigenlijk het signaal dat Dr Rosen gedood moet worden, maar door de brief aan hem te richten, wekt deze niet direct argwaan. Miss Marple is er zeker van dat Gertrud de moordenaar is. Bij haar vertrek, heeft ze nog een poging gedaan om de verdachtmaking bij Charles te leggen.

### Een tragedie met Kerstmis
Miss Marple start een verhaal dat dateert toen ze met de kerstperiode in het kuuroord van Keston verbleef. Tot het cliënteel behoorde ook het Sanders-paar. Marple's intuïtie zei dat Jack Sanders zijn vrouw Gladys zou vermoorden omwille van geldredenen: enkel Gladys had een inkomen, maar haar vermogen stond grotendeels vast tot aan haar dood. Haar vermoeden wordt bevestigd wanneer Gladys, door toedoen van Jack, van de tram dreigt te vallen, maar op het nippertje wordt tegengehouden door de conducteur. Daarbij komt dat de piccolo onlangs stierf aan longontsteking en een kamermeisje aan bacteriëmie.
Op een dag, toen Gladys met enkele anderen bridge speelde, was haar man naar de stad. Gladys krijgt telefoon en verlaat de bridgetafel. Even later is Jack terug in het hotel. Hij vroeg aan Miss Marple en twee andere vrouwen die in haar gezelschap waren om mee naar zijn kamer te gaan. Daar wou hij zijn vrouw verrassen met een avondhoed die hij net had gekocht. Bij aankomst in de kamer van de Sanders vinden ze het dode lichaam van Gladys. Miss Marple dringt aan dat niemand het lijk aanraakt en dat de kamer moet worden afgesloten tot wanneer de politie arriveert. Na hun aankomst merkt Miss Marple op dat Gladys plots haar oorbellen niet meer draagt. Ook de andere juwelen zijn verdwenen. De politie vermoedt dat de moordenaar ondertussen terug in de kamer is geweest via de brandladder. Mevrouw Sanders kreeg tijdens het bridgen telefoon en verliet de kamer. Niet veel later werd haar lichaam gevonden.
Na twee dagen denkt Miss Marple het mysterie te hebben opgelost: ze vraagt de politie om de hoed te passen op het lijk. Deze blijkt veel te klein te zijn omwille van de grote haardos van Gladys. Daaruit concludeert ze dat de persoon die eerst in de kamer lag niet Gladys was, maar wel de kamermeid. Sanders heeft dat lijk in de kamer gelegd toen zijn vrouw aan het bridgen was en haar vervolgens gebeld. Toen ze in de kamer was, vermoordde Jack haar. Later verwisselde hij de lijken.

### Het kruid des doods
Mevrouw Brantry, haar man en enkele andere personen waren uitgenodigd op een diner bij Sir Ambrose Bercy. Op het menu stond eend met onder andere echte salie. Alle gasten werden ziek en Sylvia Keene stierf zelfs. Uit onderzoek bleek dat naast de salie het giftige vingerhoedskruid groeide en dat dit ook in het eten terechtkwam. Jerry Lorimer, verloofd met Sylvia, was ook aanwezig op het diner niet wetende dat Sir Ambrose verliefd op haar was. Daarnaast was er ook Maud. Mevrouw Brantry had haar en Jerry al kussend betrapt. Zes maanden na Sylvia haar dood, trouwden Jerry en Maud.
Dr Lloyd meent dat het wel zeer moeilijk is om bewust vingerhoedkruid te mengen in het eten: hoe is de moordenaar er zeker van dat net die ene persoon sterft en de anderen slechts ziek worden? Daarnaast is er nog het gegeven dat de moordenaar wellicht ook deelnam aan het diner en het gif ook bewust heeft gegeten.
Miss Marple vindt de oplossing: Sir Ambrose had hartklachten en nam daarom een medicijn in met extract van vingerhoedskruid. Hijzelf deed een niet-dodelijke portie in het eten. Op een of andere manier mengde hij zijn volledige medicatie in het eten van Sylvia.
Mevrouw Brantry confirmeert de theorie van Miss Marple: na de dood van Sir Ambrose ontving zij via de notaris een brief die niet eerder mocht worden afgeleverd. Daar biecht Sir Ambrose op dat de dood van Syvlie zijn schuld is. Hij was jaloers en kon het niet hebben dat Sylvia niet voor hem had gekozen. Daarom moest ze sterven.

### De inbraak in de bungalow
Jane Helier, een tweederangsactrice, is de laatste om haar verhaal te brengen.
Jane werd door de politie gevraagd om naar hun kantoor te komen: er werd een diefstal gepleegd in de bungalow van Sir Herman Cohen en Leslie Faulkener werd opgepakt als verdachte. Leslie is een onsuccesvol toneelschrijver en om meer kans te maken stuurde hij een van zijn stukken op naar Jane. Zij schreef hem dat ze het stuk goed vond en nodigde hem uit in de bungalow van Cohen. Hij is opgedaagd, werd gezien door de kamermeid, heeft een gesprek gehad met Jane en dronk een cocktail. Het eerstvolgende wat hij zich herinnert, is dat hij wakker werd naast een weg. Omdat hij wankelde werd hij opgepakt door de politie.
Volgens de politie werden zij gebeld door Mary Kerr (een actrice, getrouwd met acteur Claude Leeson en de minnares van Cohen. Kerr en Cohen spreken regelmatig af in de bungalow) met de melding dat er juwelen werden gestolen uit de bungalow. Ze omschreef via de telefoon Leslie als de dader: hij bood zich eerder op de dag aan, maar de toegang werd hem geweigerd. Het kamermeisje heeft dezelfde man gezien toen hij via het raam de bungalow wou betreden. De politie is na het gesprek ter plaatse geweest en heeft vastgesteld dat de bungalow overhooplag. Echter, toen Miss Kerr arriveerde, wist ze niets af van een diefstal of de politie te hebben gebeld. Zij en het kamermeisje beweren dat ze via een list werden weggeroepen en Faulkener nooit hebben gezien.
Jane wordt bij Faulkener gebracht. Hij zegt dat Jane niet de vrouw is die hij ontmoette in de bungalow. Verder blijkt ook dat het schrift van Jane niet overeenkomt met dat van de brief die Faulkener ontving. Faulkener werd vrijgelaten bij gebrek aan bewijs. Cohen zijn vrouw kwam dit verhaal te weten en startte de echtscheidingsprocedure.
De gasten bij Sir Henry Clithering hebben geen verklaring. Zelfs Miss Marple kan zo direct geen antwoord geven, enkel dat het verhaal nooit werkelijk is gebeurd en dat Jane moest opletten mocht ze zelf de intentie hebben om zulk plan uit te voeren. Jane geeft later aan mevrouw Bantry toe dat Miss Marple correct was. Het verhaal was iets dat ze zelf wou uitvoeren: een actrice was er enige tijd geleden uitgetrokken met Jane haar man. Jane en haar understudy zetten het complot op en stonden op punt het uit te voeren. Ze veranderde van gedachte door de conclusie van Miss Marple.

## Dood door verdrinking
Rose Emmott werd verdronken gevonden nabij de watermolen. Volgens geruchten was ze zwanger van Rex Sandford, een jonge architect uit Londen. Rose zou nu uit schaamte voor haar vader zelfmoord hebben gepleegd.
Later op de dag passeert Miss Marple bij Sir Henry met de melding dat Rose werd vermoord en dat ze moet voorkomen dat de verkeerde man wordt opgehangen. Zelf vermoedt ze wie de dader is, maar ze heeft geen bewijzen. Ze vraagt of Henry haar wil helpen bij het onderzoek om na te gaan of hij bij dezelfde dader uitkomt. Ze schrijft de naam van de verdachte op een stuk papier. Henry leest dit en steekt het weg. Daarna gaat hij op onderzoek.
Sir Henry ontmoet agent Melchett en inspecteur Drewitt. Zij weten al dat er geen sprake is van zelfmoord: Rose heeft kneuzingen aan haar arm. Wellicht werd ze door iemand gegrepen en in het water gegooid. Een kleine jongen wandelde in het nabijgelegen bos. Hij hoorde Rose roepen en vond het lijk. Sir Henry krijgt toestemming van de politie om het onderzoek te volgen. Sandford geeft toe dat hij de vader is van het ongeboren kind. Rose wou hem spreken vandaar dat hij haar een brief schreef om af te spreken aan de molen. Hij was de vorige avond wel degelijk in het bos, maar is niet op de afspraak geraakt. Na deze verklaring wordt hij door de politie als hoofdverdachte aanzien.
Vervolgens wordt Joe Ellis verhoord. Deze jongeman woont in bij mevrouw Bartlett en was verliefd op Rose. Hij was op de hoogte van de zwangerschap en wou het kind tezamen met Rose opvoeden alsof het zijn eigen kind was. Op het tijdstip van de moord was hij in de keuken van mevrouw Bartlett die dit ook bevestigt. Daarna wordt de jongen die Rose vond gesproken. Hij zag Sandford in het bos, maar meent nu ook dat hij Joe Ellis hoorde fluiten. Hij concludeert dat hij in de schemering twee mannen zag en er bij hen een kruiwagen stond.
Sir Henry gaat naar Miss Marple om het verslag uit te brengen. Volgens Miss Marple zou mevrouw Bartlett liegen. De moord gebeurde op vrijdagavond en dan is mevrouw Bartlett nooit thuis. Als bijverdienste doet ze de was van anderen en op vrijdagavond brengt ze die terug.
Sir Henry bezoekt Joe opnieuw. Hij geeft toe dat hij in het woud was, maar dat hij Rose niet heeft vermoord. Daarop confronteert hij mevrouw Bartlett en veinst dat hij weet dat zij ook in het bos was en dat de kruiwagen haar stootkar was waar ze de was mee rondbrengt. Mevrouw Bartlett geeft dit toe: zij vermoordde Rose omdat ze zelf verliefd was op Joe.
Sir Henry kwam op dit laatste idee omdat Miss Marple de naam van Bartlett op het papier had geschreven.